# Britelo (Ponte da Barca)
Britelo is een plaats (freguesia) in de Portugese gemeente Ponte da Barca en telt 614 inwoners (2001).

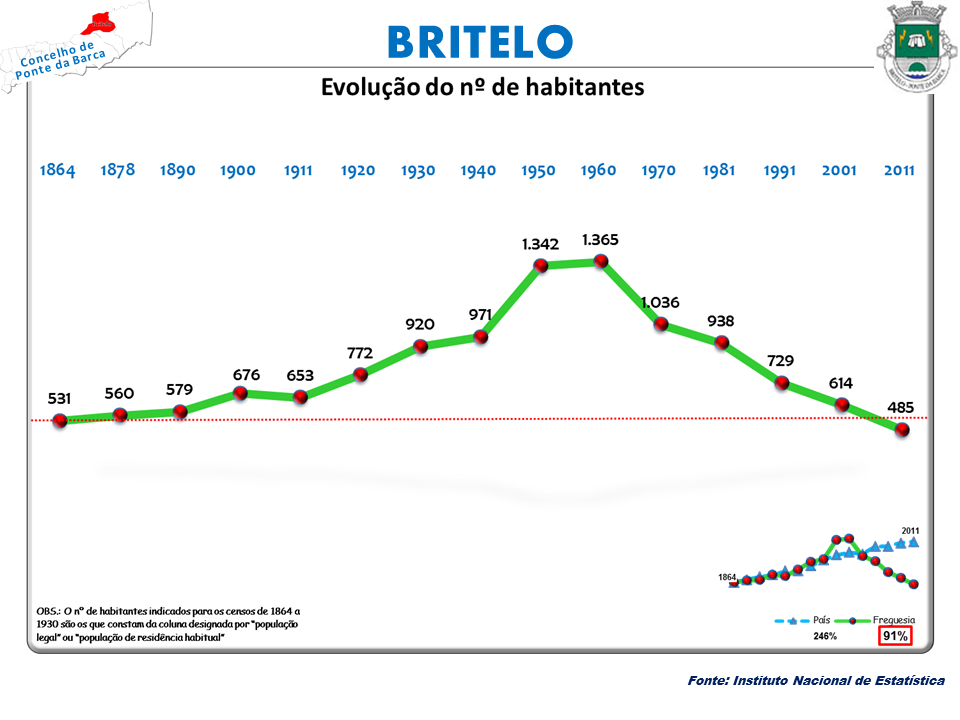
Bevolkingsontwikkeling tussen 1864 en 2011